# 엘 다바 원자력 발전소
엘 다바 원자력 발전소는 이집트 엘 다바에 윈치한 원전으로, 러시아 VVER-1200 원전 4기를 건설하는 사업이다.

## 역사
2015년 11월 19일, 이집트와 러시아는 러시아가 이집트 최초의 원자력 발전소를 건설하고 자금을 조달하기로 하는 초기 협정에 서명했다.
2017년 12월, 압둘팟타흐 시시 이집트 대통령과 블라디미르 푸틴 러시아 대통령이 참석한 가운데 4대의 VVER-1200 건설을 위한 예비 계약을 체결했다. 로사톰은 발전소를 건설하고 전체 수명 주기 동안 러시아 핵연료를 공급할 예정이다. 러시아는 원전 4기를 건설하는 사업을 300억 달러(약 39조원)에 수주했다.
이집트 원자력 발전소 당국(NPPA)은 2021년 6월에 1호기 및 2호기 건설 허가 신청서를 제출하고, 2021년 12월에 3호기 및 4호기 신청서를 제출했다.
2022년 6월, 이집트 원자력 및 방사선 규제 당국(ENRRA)에서 1호기에 대한 건설을 허가했다.
2022년 7월, 첫 번째 안전 관련 콘크리트가 타설되었다.

## 금융지원
이 프로젝트의 비용은 287억 5000만 달러로, 이 중 러시아가 250억 달러의 국가 차관으로 85%, 이집트가 나머지 15%를 할부로 제공한다. 러시아 대출의 상환 기간은 22년이며 연 이자율은 3%이다.

## 대한민국
2022년 8월 25일, 한국수력원자력이 이집트 카이로에서 러시아 ASE JSC사와 엘다바 원전 2차측 건설사업 계약을 체결했다.
ASE JSC는 러시아 국영 원전기업 로사톰의 자회사로, 엘다바 원전 주사업자다. 한수원은 엘다바 원전 4개 호기 건물 및 구조물 약 80개를 건설하고 기자재도 공급한다.
총 사업 규모는 300억달러(약 40조원)인데, 한수원의 몫은 약 3조원이다.
두산에너빌리티(옛 두산중공업)는 웨스팅하우스의 주력 원자로인 AP-1000 주기기를 공급해왔다. 대표적으로 중국의 산먼 원전과 하이양 원전은 웨스팅하우스가 개발하고 두산에너빌리티가 원자로, 증기발생기 등 주기기를 제작했다. 미국 사우스캐롤라이나주 서머 원전과 조지아주 보글 원전의 주기기도 두산중공업이 공급했다.
두산중공업은 한국에서 원전 설비를 공급하는 유일한 대기업으로 원전 관련 매출 비중이 20∼25%에 달한다. '원전 대장주'라는 별명도 가지고 있다.
두산에너빌리티는 이번 이집트 엘다바 건설사업의 주 시공사 역할을 할 예정이며, 두산에너빌리티의 원전 분야 전체 협력사는 806곳이다.
두산에너빌리티(옛 두산중공업)는 이집트 엘다바 원전 터빈 건물 공사를 맡게 된다. 원전은 원자로의 열로 만들어진 증기로 터빈을 돌린 뒤 터빈에 연결된 발전기에서 전기가 생성되는 구조를 갖고 있다. 터빈 건물은 통상 원전에서 가장 규모가 크다. 터빈 건물 공사는 엄밀히 봤을 때 건설 공사에 가깝다. 2009년 UAE 바라카 원전 프로젝트에선 당시 두산중공업이 원자로, 증기발생기 등 원전의 핵심 기기 제작을 맡았으며, 터빈 건물 등 발전소 시설은 현대건설이 시공했다. 하지만 이번 이집트 엘다바 원전 프로젝트에서 두산에너빌리티는 원자로나 터빈 등 핵심 기자재는 공급하지 않으며, 터빈건물만 짓게 된다.